# Апоміксис
Апомі́ксис (грец. απο — поза і μιξις — сполучення, змішування) — розмноження рослин без статевого процесу. На відміну від нестатевого розмноження, при апоміксисі зберігаються статеві органи, іноді недорозвинені.
У вищих рослин розрізняють кілька типів апоміксису:
- 1) Партеногенез — утворення зародка з незаплідненої яйцеклітини;
- 2) Апогамія — розвиток зародка з будь-якої клітини статевого покоління (наприклад, у папоротей — з клітин заростка, у покритонасінних рослин — з синергід або антипод зародкового мішка).
- 3) Апоспорія — партеногенетичний або апогамний розвиток зародка, поєднаний з утворенням статевого покоління у вищих спорових рослин або зародкового мішка у покритонасінних рослин не із спори, а з соматичних клітин.
- 4) Адвентивна ембріонія — утворення зародка з соматичних клітин насінного зачатка з вростанням його в зародковий мішок.